# 6 Lyncis
6 Lyncis, som är stjärnans Flamsteedbeteckning, är en ensam stjärna i den norra delen av stjärnbilden Lodjuret,. Den har en skenbar magnitud på ca 5,86 och är svagt synlig för blotta ögat där ljusföroreningar ej förekommer. Baserat på parallax enligt Gaia Data Release 2 på ca 18,3 mas, beräknas den befinna sig på ett avstånd på ca 179 ljusår (ca 55 parsek) från solen. Den rör sig bort från solen med en heliocentrisk radialhastighet av ca 40 km/s. Stjärnan har en relativt stor egenrörelse och förflyttar sig över himlavalvet med en hastighet av 0,341 bågsekunder per år.

## Egenskaper
6 Lyncis är en orange till röd jättestjärna av spektralklass K0.5 IIIb Fe0.5, där suffixnoten anger att dess spektrum visar ett svagt överskott av järn. Den har en massa som är ca 1,5 solmassor, en radie som är ca 5,2 solradier och utsänder ca 15 gånger mera energi än solen från dess fotosfär vid en effektiv temperatur på ca 5 000 K.

## Solsystem
I juli 2008 meddelade företrädare för planetsökningsprojektet OPSP (Okayama Planet Search Program) att man hittat en planet i omloppsbana runt 6 Lyncis. Den fick beteckningen 6 Lyncis b och kungjordes samtidigt med 14 Andromedae b och 81 Ceti b. Planeten har en massa av minst 2,4 gånger Jupiters massa och en omloppsperiod av 899 dygn. Excentriciteten är 0,134 ± 0,052.